# Église Saint-Paul de Bâle
Pour les articles homonymes, voir Église Saint-Paul.
L'église Saint-Paul de Bâle, appelée en allemand Pauluskirche, est une église paroissiale protestante de la ville de Bâle, en Suisse.

## Histoire
L'église a été construite entre mai 1898 et novembre 1901 par Karl Moser et Robert Curjel. Elle est classée comme bien culturel suisse d'importance nationale. De nombreux concerts liturgiques y sont donnés.
En 2019, l'église est convertie en une église culturelle ("Kulturkirche Paulus"), qui a commencé à fonctionner en juillet 2021 comme centre culturel pour des événements, des mariages et des concerts de chorale.

## Description
De style néoroman, son abside est garnie d'une chaire en pierre qui se trouve derrière une table de communion, également en pierre et qui forme une galerie où sont placés l'orgue et le chœur. La façade est décorée de reliefs créés par le sculpteur Carl Burckhardt, une mosaïque au-dessus de l'entrée principale de Heinrich Altherr et des vitraux de Max Laeuger.

## Source
- (en) Cet article est partiellement ou en totalité issu de l’article de Wikipédia en anglais intitulé « St. Paul's Church, Basel » (voir la liste des auteurs).